# 奚拔
奚拔（?—?），鲜卑姓达奚氏，奚斤之子，北魏官员。

## 生平
奚拔是奚他观、奚和观的弟弟，魏明元帝时内侍左右。魏太武帝即位，转任侍中、选部尚书、镇南将军，赐爵乐陵公。有罪被罚戍边。后来再次征召为散骑常侍。从太武帝征柔然，战死。

## 家庭

### 子女
- 奚买奴，北魏神部长、新兴公
- 奚策，北魏东代郡清水郡二郡太守